# Trận Vauquois
Trận Vauquois là một trận đánh trên Mặt trận phía Tây trong cuộc Chiến tranh thế giới thứ nhất. Trận chiến đã diễn ra trên cao điểm tại Vauquois cách Verdun 5 km về phía đông bắc. Kể từ cuối tháng 9 năm 1914, quân đội Đế quốc Đức đã án ngữ cao điểm này và vào tháng 10 năm 1914, quân đội Pháp tấn công nhưng thất bại. Giữa tháng 2 năm 1915, Tập đoàn quân số 3 của Pháp đã tấn công Vauquois nhưng thất bại, và 10 ngày sau đợt tấn công này, một cuộc pháo kích ác liệt của quân Pháp đã xảy ra trước khi các lực lượng Pháp tiến công ồ ạt. Sau nhiều cuộc giao tranh khốc liệt, quân Pháp đã chiếm được đỉnh của cao điểm dù thiệt hại nặng nề, song không thể nào đánh bật được quân Đức. Kể từ tháng 4 năm 1915, với thế trận bế tắc, chiến sự đã tiếp tục dưới hình thức "chiến tranh mìn" cho đến tháng 4 năm 1918. Cuộc "chiến tranh mìn" tại khu vực Vauquois được xem là một trong những cuộc chiến tranh mìn bẫy gay gắt nhất trên Mặt trận phía Tây.